# Challenger de Tianjin 2014
El Tianjin Health Industry Park 2014 fue un torneo de tenis profesional jugado en canchas de pista dura. Se disputó la 1ª edición del torneo que formó parte del circuito ATP Challenger Tour 2014. Se llevó a cabo en Tianjin, China entre el 16 y el 22 de junio de 2014.

## Jugadores participantes del cuadro de individuales

### Cabezas de serie
| País                                  | Jugador               | Ranking1 | N.º |
| ------------------------------------- | --------------------- | -------- | --- |
| Bandera de Eslovenia                  | Blaž Kavčič           | 133      | 1   |
| Bandera de Rusia                      | Alexander Kudryavtsev | 184      | 2   |
| Bandera de la República Popular China | Di Wu                 | 238      | 3   |
| Bandera de Rusia                      | Valeri Rudnev         | 268      | 4   |
| Bandera de Francia                    | Josselin Ouanna       | 269      | 5   |
| Bandera de la India                   | Jeevan Nedunchezhiyan | 295      | 6   |
| Bandera de Japón                      | Shuichi Sekiguchi     | 303      | 7   |
| Bandera de China Taipéi               | Chen Ti               | 309      | 8   |

- 1 Se ha tomado en cuenta el ranking del 9 de junio de 2014.

### Otros participantes
Los siguientes jugadores recibieron una invitación (wild card), por lo tanto ingresan directamente al cuadro principal (WC):
- Zhe Li
- Maoxin Gong
- Yan Bai
- Chuhan Wang

Los siguientes jugadores ingresan al cuadro principal tras disputar el cuadro clasificatorio (Q):
- Ryan Agar
- Yang Lu
- Mikhail Ledovskikh
- Siyu Liu

## Jugadores participantes en el cuadro de dobles

### Cabezas de serie
| País                    | Jugador      | País                     | Jugador         | Ranking1 | N.º |
| ----------------------- | ------------ | ------------------------ | --------------- | -------- | --- |
| Bandera de Australia    | Jordan Kerr  | Bandera de Francia       | Fabrice Martin  | 371      | 1   |
| Bandera de Japón        | Hiroki Kondo | Bandera de China Taipéi  | Hsin-han Lee    | 429      | 2   |
| Bandera de China Taipéi | Ti Chen      | Bandera de Corea del Sur | Yong-kyu Lim    | 436      | 3   |
| Bandera de Australia    | Ryan Agar    | Bandera de China Taipéi  | Liang-chi Huang | 490      | 4   |

- 1 Se ha tomado en cuenta el ranking del 9 de junio de 2014.

## Campeones

### Individual Masculino
- Blaž Kavčič derrotó en la final a  Alexander Kudryavtsev, 6–2, 3–6, 7–5

### Dobles Masculino
- Robin Kern /  Josselin Ouanna derrotaron en la final a  Jason Jung /  Evan King, 6–73, 7–5, [10–8]